# Édouard Elzingre
Édouard Elzingre, né le 2 juillet 1880 à Neuchâtel et mort le 4 juillet 1966 à Genève, est un artiste-peintre, affichiste et illustrateur suisse.

## Biographie

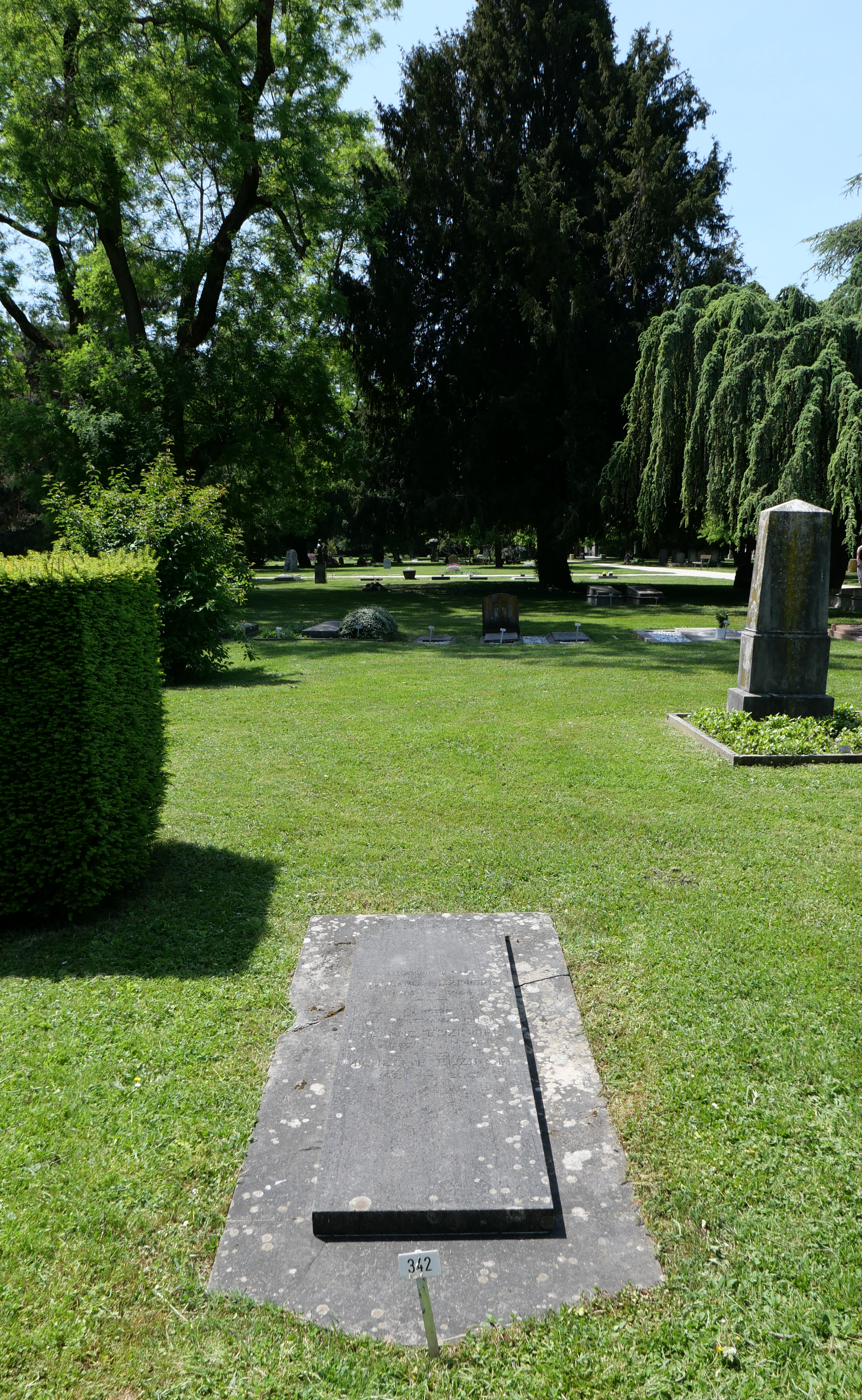
La tombe d'Elzingre, sa femme Jeanne, née Bodart (1887-1946) et Micheline-Andrée Elzingre (1924-2008) au cimetière des Rois à Genève

De 1895 à 1899, il étudie à l'École d'art de La Chaux-de-Fonds avec Charles L'Éplattenier, puis il se rend en 1899 à l'École des Beaux-Arts de Paris où il étudie avec Emmanuel Fremiet.
Dès 1906, il produit des affiches et des illustrations pour l'imprimerie Atar à Genève. En 1907, il s’installe définitivement à Genève et illustre des livres pour la jeunesse.
Dès lors, il participe aux mouvements artistiques qui vont célébrer des faits d'histoire genevoise pour réunir la population dans des valeurs collectives, comme la patrie et la célébration de l'Escalade. Ainsi, il illustre l'album officiel du Jubilé universitaire 1909 qui célèbre la Réformation. Dès 1910, il travaille comme dessinateur de presse pour le Messager boiteux de Vevey ou plus tard la Tribune de Genève. En 1914, il produit les cartes postales officielles de la fête célébrant le centenaire de l'entrée de Genève dans la Confédération suisse.
En 1902, il illustre un Cours d'histoire de la Suisse de son père Henri Elzingre (1902). Il devient très connu avec les illustrations qu'il réalise pour l'ouvrage La nuit de l'Escalade d'Alexandre Guillot (1915). Ses aquarelles originales sont exposées en 1915 au Musée d'art et d'histoire de Genève et cette imagerie historique va marquer durablement l'imaginaire des Genevois. En 1916, une pétition est lancée demandant leur exposition, chaque année à la période de l'Escalade, pour permettre aux classes des écoles de venir les voir. Finalement, ces illustrations seront souvent reprises dans des livres ou des revues. Deux autres livres du même type suivront, Le siècle de la Réforme à Genève d'Alexandre Guillot (1917), La Restauration genevoise d'Alexandre Guillot (1919) qui lui amènent une reconnaissance publique et locale.
En 1920, il retourne à Paris avec sa famille. Il y réalise des illustrations pour la littérature jeunesse, le monde du cirque et les Fratellini qu'il publie dans Histoire de trois clowns des Fratellini (1923). En 1924, la famille revient à Genève et il reprend ses activités d'illustrateur et d'affichiste. En 1928, il voyage en France pour réaliser deux livres publiés par les Éditions des Horizons de France, Ceux d'Auvergne et Ceux d'Alsace. Types et coutumes d'Henri Pourrat (1928). Suivront encore les ouvrages Costumes suisses d'Émile Briner (1931), La Croisière de l'Arcturus de René Gouzy (1932), Ce fut l'an mil six cent et deux d'Albert-Ernest Roussy (1952) et en collaboration avec l'historien Pierre Bertrand, L'histoire de Genève en bandes dessinées et commentées (1960).

## Expositions
Nicolas Schaetti et Compagnie de 1602, La nuit de l'Escalade : guide de visite, accrochage, couloir des Coups d’œil, promenade des Bastions, 29 novembre 2021 au 8 janvier 2022, Genève, Bibliothèque de Genève, 2021, 133 p. (lire en ligne)